# Campionato del mondo di scacchi 2007
Il Campionato del mondo di scacchi 2007 si svolse a Città del Messico tra il 12 e il 30 settembre. I partecipanti furono otto, che si sfidarono in un doppio girone all'italiana; il torneo fu vinto dall'indiano Viswanathan Anand, che guadagnò così il titolo di campione del mondo, con 9 punti su 14.

## Organizzazione e rapporto con gli altri campionati del mondo
A differenza della maggior parte dei campionati del mondo, questo torneo ebbe la forma di un torneo con girone all'italiana invece che un match tra due giocatori o un torneo a eliminazione diretta. Gli unici precedenti erano stati il campionato del 1948 (in questo formato a causa della morte del campione del mondo regnante, Aleksandr Alechin) e il campionato del mondo FIDE del 2005, l'ultimo dei campionati non riunificati, al quale Vladimir Kramnik, campione del mondo PCA, rifiutò di partecipare.
Nel 2006 la FIDE annunciò che la riunificazione dei due titoli mondiali si sarebbe realizzata con il campionato del mondo 2006 tra Kramnik e Topalov; poiché tuttavia il processo di qualificazione per il campionato del 2007 erano già a buon punto, fu deciso di mantenerlo, stabilendo che nel caso Kramnik avesse sconfitto Topalov, egli avrebbe preso il posto di quest'ultimo nel torneo del 2007.
Kramnik, dopo aver vinto la sfida del 2006, confermò la sua partecipazione al torneo del 2007, riconoscendolo come campionato mondiale, ma esprimendo la propria preferenza perché i successivi campionati fossero giocati tra un campione e uno sfidante. La FIDE annunciò in seguito che i futuri campionati sarebbero stati decisi con quest'ultima formula; inoltre, come compensazione per la mancata possibilità di partecipare al campionato del 2007, Topalov avrebbe avuto dei privilegi nelle qualificazioni per il mondiale 2008.

## Partecipanti
1. Vladimir Kramnik ( Russia), campione del mondo in carica
2. Viswanathan Anand ( India), secondo posto al campionato del mondo FIDE 2005
3. Pëtr Svidler ( Russia), secondo posto al campionato del mondo FIDE 2005
4. Aleksandr Morozevič ( Russia), quarto posto al campionato del mondo FIDE 2005
5. Péter Lékó ( Ungheria), qualificato attraverso il torneo dei Candidati
6. Boris Gelfand ( Israele), qualificato attraverso il torneo dei Candidati
7. Lewon Aronyan ( Armenia), qualificato attraverso il torneo dei Candidati
8. Aleksandr Griščuk ( Russia), qualificato attraverso il torneo dei Candidati

## Qualificazioni
La qualificazione fu automatica per i primi quattro classificati al campionato del mondo FIDE 2005; Veselin Topalov fu però sostituito da Vladimir Kramnik a seguito della vittoria di quest'ultimo al campionato del mondo del 2006, nel quale i due titoli mondiali (FIDE e PCA) erano stati riunificati.
Gli altri quattro giocatori furono selezionati attraverso un processo in tre fasi:
- qualificazioni continentali;
- la coppa del Mondo di scacchi 2005;
- il torneo dei candidati.

### Coppa del Mondo 2005
La coppa del Mondo del 2005 fu un torneo ad eliminazione diretta tra 128 giocatori tenuto a Chanty-Mansijsk, in Russia. I primi 10 classificati che non fossero già qualificati per il tornei dei Candidati accedevano a quest'ultimo.
Ogni turno consisteva in due partite a tempo lungo, eventualmente seguite da spareggi a gioco rapido, nello stile dei campionati del mondo FIDE tra il 1998 e il 2004. Raggiunti gli ottavi di finale (e quindi sedici giocatori) i giocatori sconfitti non uscivano tuttavia completamente dal torneo, ma venivano giocate ulteriori sfide fino al completamento della graduatoria completa dei primi sedici posti.
I primi sedici classificati furono:
1. Lewon Aronyan ( Armenia)
2. Ruslan Ponomarëv ( Ucraina)
3. Étienne Bacrot ( Francia)
4. Aleksandr Griščuk ( Russia)
5. Evgenij Bareev ( Russia)
6. Boris Gelfand ( Israele)
7. Sergej Rublëvskij ( Russia)
8. Michail Gurevič ( Turchia)
9. Gata Kamskij ( Stati Uniti)
10. Magnus Carlsen ( Norvegia)
11. Vladimir Malachov ( Russia)
12. Francisco Vallejo Pons ( Spagna)
13. Aleksej Dreev ( Russia)
14. Loek Van Wely ( Paesi Bassi)
15. Joël Lautier ( Francia)
16. Konstantin Sakaev ( Russia)

### Torneo dei Candidati
Il torneo dei Candidati si svolse ad Ėlista, in Russia, tra il 26 maggio e il 14 giugno 2007. I partecipanti furono sedici, che si affrontarono in due turni ad eliminazione diretta; ogni quarto di tabellone assegnava un posto per il campionato del mondo.
I partecipanti furono:
- il campione del mondo FIDE del 2004, Rustam Qosimjonov;
- i cinque giocatori con la media Elo più alta tra luglio 2004 e gennaio 2005 non direttamente qualificati al mondiale;
- i primi dieci classificati alla coppa del Mondo che non erano qualificati in altro modo.

Il seed fu assegnato in base alla graduatoria Elo di gennaio 2006.

#### Condizioni di gioco
Ogni match era giocato al meglio delle sei partite, con tempo di riflessione da torneo (due ore per 40 mosse, un'ora per le successive 20, quindici minuti per finire più 30 secondi a mossa di tempo aggiuntivo. In caso di parità, gli spareggi erano effettuati il settimo giorno, con tempi di riflessione minori:
- al più quattro partite di gioco rapido (25 minuti a giocatore più 10 secondi a mossa);
- due partite lampo (cinque minuti a giocatore più 10 secondi a mossa);
- una cosiddetta partita Armageddon, nella quale il Bianco dispone di sei minuti e il Nero di cinque; quest'ultimo però risulta il vincitore anche in caso di patta. Quest'ultimo spareggio non fu tuttavia mai utilizzato in questo torneo.

I risultati sono raggruppati per sezione di tabellone; per ognuna sono indicate prima le due partite del primo turno e in seguito la partita del secondo.

#### Sezione 1
| Seed | Giocatore      | Nazione  | Elo  | 1 | 2 | 3 | 4 | 5 | 6 | Totale | Spareggi |  | Seed | Giocatore     | Nazione     | Elo  | 1 | 2 | 3 | 4 | 5 | 6 | Totale | Spareggi |
| ---- | -------------- | -------- | ---- | - | - | - | - | - | - | ------ | -------- |  | ---- | ------------- | ----------- | ---- | - | - | - | - | - | - | ------ | -------- |
| 1    | Lewon Aronyan  | Armenia  | 2759 | 1 | ½ | 0 | 1 | 0 | ½ | 3      | 4        |  | 8    | Aleksej Širov | Spagna      | 2699 | ½ | ½ | ½ | 0 | ½ | 1 | 3      | 2,5      |
| 16   | Magnus Carlsen | Norvegia | 2693 | 0 | ½ | 1 | 0 | 1 | ½ | 3      | 2        |  | 9    | Michael Adams | Inghilterra | 2734 | ½ | ½ | ½ | 1 | ½ | 0 | 3      | 0,5      |

| Giocatore     | 1 | 2 | 3 | 4 | 5 | 6 | Totale |
| ------------- | - | - | - | - | - | - | ------ |
| Lewon Aronyan | 1 | ½ | ½ | ½ | ½ | ½ | 3,5    |
| Aleksej Širov | 0 | ½ | ½ | ½ | ½ | ½ | 2,5    |

#### Sezione 2
| Seed | Giocatore       | Nazione  | Elo  | 1 | 2 | 3 | 4 | 5 | 6 | Totale | Spareggi |  | Seed | Giocatore      | Nazione  | Elo  | 1 | 2 | 3 | 4 | 5 | 6 | Totale | Spareggi |
| ---- | --------------- | -------- | ---- | - | - | - | - | - | - | ------ | -------- |  | ---- | -------------- | -------- | ---- | - | - | - | - | - | - | ------ | -------- |
| 2    | Péter Lékó      | Ungheria | 2738 | ½ | 1 | 1 | 1 | - | - | 3,5    | -        |  | 7    | Judit Polgár   | Ungheria | 2727 | ½ | 0 | ½ | 0 | 1 | ½ | 2,5    | -        |
| 15   | Michail Gurevič | Turchia  | 2639 | ½ | 0 | 0 | 0 | - | - | 0,5    | -        |  | 10   | Evgenij Bareev | Russia   | 2643 | ½ | 1 | ½ | 1 | 0 | ½ | 3,5    | -        |

| Giocatore      | 1 | 2 | 3 | 4 | 5 | 6 | Totale |
| -------------- | - | - | - | - | - | - | ------ |
| Péter Lékó     | 1 | ½ | 1 | ½ | ½ | - | 3,5    |
| Evgenij Bareev | 0 | ½ | 0 | ½ | ½ | - | 1,5    |

#### Sezione 3
| Seed | Giocatore         | Nazione | Elo  | 1 | 2 | 3 | 4 | 5 | 6 | Totale | Spareggi |  | Seed | Giocatore         | Nazione | Elo  | 1 | 2 | 3 | 4 | 5 | 6 | Totale | Spareggi |
| ---- | ----------------- | ------- | ---- | - | - | - | - | - | - | ------ | -------- |  | ---- | ----------------- | ------- | ---- | - | - | - | - | - | - | ------ | -------- |
| 3    | Ruslan Ponomarëv  | Ucraina | 2717 | ½ | ½ | 0 | ½ | ½ | ½ | 2,5    | -        |  | 6    | Aleksandr Griščuk | Russia  | 2717 | 1 | ½ | ½ | 1 | ½ | - | 3,5    |          |
| 14   | Sergej Rublëvskij | Russia  | 2680 | ½ | ½ | 1 | ½ | ½ | ½ | 3,5    | -        |  | 11   | Vladimir Malachov | Russia  | 2679 | 0 | ½ | ½ | 0 | ½ | - | 1,5    | -        |

| Giocatore         | 1 | 2 | 3 | 4 | 5 | 6 | Totale | Spareggi |
| ----------------- | - | - | - | - | - | - | ------ | -------- |
| Aleksandr Griščuk | 1 | ½ | ½ | 0 | ½ | ½ | 3      | 2,5      |
| Sergej Rublëvskij | 0 | ½ | ½ | 1 | ½ | ½ | 3      | 0,5      |

#### Sezione 4
| Seed | Giocatore         | Nazione    | Elo  | 1 | 2 | 3 | 4 | 5 | 6 | Totale | Spareggi |  | Seed | Giocatore      | Nazione     | Elo  | 1 | 2 | 3 | 4 | 5 | 6 | Totale | Spareggi |
| ---- | ----------------- | ---------- | ---- | - | - | - | - | - | - | ------ | -------- |  | ---- | -------------- | ----------- | ---- | - | - | - | - | - | - | ------ | -------- |
| 4    | Boris Gelfand     | Israele    | 2733 | ½ | ½ | ½ | ½ | ½ | ½ | 3      | 2,5      |  | 5    | Étienne Bacrot | Francia     | 2709 | ½ | 0 | 0 | 0 | - | - | 0,5    | -        |
| 13   | Rustam Qosimjonov | Uzbekistan | 2677 | ½ | ½ | ½ | ½ | ½ | ½ | 3      | 0,5      |  | 12   | Gata Kamskij   | Stati Uniti | 2705 | ½ | 1 | 1 | 1 | - | - | 3,5    | -        |

| Giocatore     | 1 | 2 | 3 | 4 | 5 | 6 | Totale |
| ------------- | - | - | - | - | - | - | ------ |
| Boris Gelfand | ½ | ½ | 1 | ½ | 1 | - | 3,5    |
| Gata Kamskij  | ½ | ½ | 0 | ½ | 0 | - | 1,5    |

## Campionato del mondo
Il torneo per il campionato del mondo iniziò a Città del Messico il 13 settembre 2007, mentre il giorno precedente si era svolto il sorteggio; giorni di riposo erano previsti dopo il quarto, l'ottavo e l'undicesimo turno, cioè il 17, il 22 e il 26 settembre, mentre l'ultimo turno si giocò il 29 settembre; ogni partita cominciò alle due del pomeriggio ora locale.
Il tempo di riflessione previsto era analogo a quanto previsto nel torneo dei Candidati: ogni giocatore aveva a disposizione due ore per le prime quaranta mosse, un'ora per le successive venti e quindici minuti per finire, più 30 secondi a mossa.

### Risultati
Tra parentesi è indicato il punteggio prima della partita, mentre l'ultima colonna indica l'apertura usata.
| Primo turno (13 settembre)   | Primo turno (13 settembre) | Primo turno (13 settembre) | Primo turno (13 settembre)  |
| ---------------------------- | -------------------------- | -------------------------- | --------------------------- |
| Anand                        | ½-½                        | Gelfand                    | Difesa russa                |
| Kramnik                      | ½-½                        | Svidler                    | Difesa slava                |
| Morozevič                    | ½-½                        | Aronyan                    | Ovest-indiana               |
| Griščuk                      | ½-½                        | Lékó                       | Partita spagnola            |
| Secondo turno (14 settembre) |                            |                            |                             |
| Kramnik (0,5)                | 1-0                        | Morozevič (0,5)            | Partita catalana            |
| Gelfand (0,5)                | ½-½                        | Griščuk (0,5)              | Ovest-indiana               |
| Svidler (0,5)                | ½-½                        | Lékó (0,5)                 | Partita spagnola            |
| Aronyan (0,5)                | 0-1                        | Anand (0,5)                | Gambetto di donna rifiutato |
| Terzo turno (15 settembre)   |                            |                            |                             |
| Anand (1,5)                  | ½-½                        | Kramnik (1,5)              | Difesa russa                |
| Griščuk (1)                  | ½-½                        | Aronyan (0,5)              | Partita spagnola            |
| Lékó (1)                     | ½-½                        | Gelfand (1)                | Difesa russa                |
| Morozevič (0,5)              | 1-0                        | Svidler (1)                | Partita scozzese            |
| Quarto turno (16 settembre)  |                            |                            |                             |
| Aronyan (1)                  | 1-0                        | Lékó (1,5)                 | Difesa Benoni               |
| Kramnik (2)                  | ½-½                        | Griščuk (1,5)              | Partita di donna            |
| Morozevič (1,5)              | ½-½                        | Anand (2)                  | Gambetto di donna           |
| Svidler (1)                  | ½-½                        | Gelfand (1,5)              | Difesa russa                |
| Quinto turno (18 settembre)  |                            |                            |                             |
| Anand (2,5)                  | 1-0                        | Svidler (1,5)              | Partita spagnola            |
| Gelfand (2)                  | 1-0                        | Aronyan (2)                | Difesa Benoni               |
| Griščuk (2)                  | 1-0                        | Morozevič (2)              | Gambetto di donna           |
| Lékó (1,5)                   | ½-½                        | Kramnik (2,5)              | Partita d'alfiere           |
| Sesto turno (19 settembre)   |                            |                            |                             |
| Aronyan (2)                  | ½-½                        | Kramnik (3)                | Partita catalana            |
| Gelfand (3)                  | 1-0                        | Morozevič (2)              | Ovest-indiana               |
| Griščuk (3)                  | ½-½                        | Svidler (1,5)              | Difesa semislava            |
| Lékó (2)                     | ½-½                        | Anand (3,5)                | Partita spagnola            |
| Settimo turno (20 settembre) |                            |                            |                             |
| Anand (4)                    | 1-0                        | Griščuk (3,5)              | Partita spagnola            |
| Kramnik (3,5)                | ½-½                        | Gelfand (4)                | Difesa slava                |
| Morozevič (2)                | ½-½                        | Lékó (2,5)                 | Partita scozzese            |
| Svidler (2)                  | ½-½                        | Aronyan (2,5)              | Partita spagnola            |

| Ottavo turno (21 settembre)          | Ottavo turno (21 settembre) | Ottavo turno (21 settembre) | Ottavo turno (21 settembre) |
| ------------------------------------ | --------------------------- | --------------------------- | --------------------------- |
| Aronyan (3)                          | ½-½                         | Morozevič (2,5)             | Ovest-indiana               |
| Gelfand (4,5)                        | ½-½                         | Anand (5)                   | Partita catalana            |
| Lékó (3)                             | 1-0                         | Griščuk (3,5)               | Partita spagnola            |
| Svidler (2,5)                        | ½-½                         | Kramnik (4)                 | Difesa russa                |
| Nono turno (23 settembre)            |                             |                             |                             |
| Anand (5,5)                          | ½-½                         | Aronyan (3,5)               | Partita spagnola            |
| Griščuk (3,5)                        | 1-0                         | Gelfand (5)                 | Difesa nimzo-indiana        |
| Lékó (4)                             | ½-½                         | Svidler (3)                 | Siciliana Najdorf           |
| Morozevič (3)                        | 1-0                         | Kramnik (4,5)               | Est-indiana                 |
| Decimo turno (24 settembre)          |                             |                             |                             |
| Aronyan (4)                          | 1-0'                        | Griščuk (4,5)               | Gambetto di donna           |
| Gelfand (5)                          | ½-½                         | Lékó (4,5)                  | Partita catalana            |
| Kramnik (4,5)                        | ½-½                         | Anand (6)                   | Difesa semislava            |
| Svidler (3,5)                        | ½-½                         | Morozevič (4)               | Difesa Caro-Kann            |
| Undicesimo turno (25 settembre)      |                             |                             |                             |
| Anand (6,5)                          | 1-0                         | Morozevič (4,5)             | Siciliana Najdorf           |
| Gelfand (5,5)                        | ½-½                         | Svidler (4)                 | Apertura inglese            |
| Griščuk (4,5)                        | ½-½                         | Kramnik (5)                 | Difesa russa                |
| Lékó (5)                             | ½-½                         | Aronyan (5)                 | Ovest-indiana               |
| Dodicesimo turno (27 settembre)      |                             |                             |                             |
| Aronyan (5,5)                        | 0-1                         | Gelfand (6)                 | Difesa semislava            |
| Kramnik (5,5)                        | 1-0                         | Lékó (5,5)                  | Partita catalana            |
| Morozevič (4,5)                      | 1-0                         | Griščuk (5)                 | Apertura inglese            |
| Svidler (4,5)                        | ½-½                         | Anand (7,5)                 | Partita spagnola            |
| Tredicesimo turno (28 settembre)     |                             |                             |                             |
| Aronyan (5,5)                        | ½-½                         | Svidler (5)                 | Apertura inglese            |
| Gelfand (7)                          | ½-½                         | Kramnik (6,5)               | Difesa semislava            |
| Griščuk (5)                          | ½-½                         | Anand (8)                   | Difesa semislava            |
| Lékó (5,5)                           | 1-0                         | Morozevič (5,5)             | Difesa siciliana            |
| Quattordicesimo turno (29 settembre) |                             |                             |                             |
| Anand (8,5)                          | ½-½                         | Lékó (6,5)                  | Partita spagnola            |
| Kramnik (7)                          | 1-0                         | Aronyan (6)                 | Ovest-indiana               |
| Morozevič (5,5)                      | ½-½                         | Gelfand (7,5)               | Difesa russa                |
| Svidler (5,5)                        | 1-0                         | Griščuk (5,5)               | Siciliana Najdorf           |

### Classifica finale
In caso di parità vennero adottati i seguenti spareggi tecnici:
- punteggio contro i giocatori a pari punti;
- numero di vittorie;
- punteggio Neustadtl

| Pos. | Giocatore           | Nazione  | Elo  | ANA | ANA | KRA | KRA | GEL | GEL | LEK | LEK | SVI | SVI | MOR | MOR | ARO | ARO | GRI | GRI | Punti | Scontri diretti | Vittorie | Neustadtl |
| ---- | ------------------- | -------- | ---- | --- | --- | --- | --- | --- | --- | --- | --- | --- | --- | --- | --- | --- | --- | --- | --- | ----- | --------------- | -------- | --------- |
| 1    | Viswanathan Anand   | India    | 2792 |     |     | ½   | ½   | ½   | ½   | ½   | ½   | 1   | ½   | 1   | ½   | ½   | 1   | 1   | ½   | 9     |                 |          |           |
| 2    | Vladimir Kramnik    | Russia   | 2769 | ½   | ½   |     |     | ½   | ½   | 1   | ½   | ½   | ½   | 1   | 0   | 1   | ½   | ½   | ½   | 8     | 1               | 3        | 54,5      |
| 3    | Boris Gelfand       | Israele  | 2733 | ½   | ½   | ½   | ½   |     |     | ½   | ½   | ½   | ½   | 1   | ½   | 1   | 1   | ½   | 0   | 8     | 1               | 3        | 54,25     |
| 4    | Péter Lékó          | Ungheria | 2751 | ½   | ½   | ½   | 0   | ½   | ½   |     |     | ½   | ½   | 1   | ½   | ½   | 0   | 1   | ½   | 7     |                 |          |           |
| 5    | Pëtr Svidler        | Russia   | 2735 | ½   | 0   | ½   | ½   | ½   | ½   | ½   | ½   |     |     | ½   | 0   | ½   | ½   | 1   | ½   | 6,5   |                 |          |           |
| 6    | Aleksandr Morozevič | Russia   | 2758 | ½   | 0   | 1   | 0   | ½   | 0   | ½   | 0   | 1   | ½   |     |     | ½   | ½   | 1   | 0   | 6     | 1               | 3        |           |
| 7    | Lewon Aronyan       | Armenia  | 2750 | 0   | ½   | ½   | 0   | 0   | 0   | 1   | ½   | ½   | ½   | ½   | ½   |     |     | 1   | ½   | 6     | 1               | 2        |           |
| 8    | Aleksandr Griščuk   | Russia   | 2726 | ½   | 0   | ½   | ½   | 1   | ½   | ½   | 0   | ½   | 0   | 1   | 0   | ½   | 0   |     |     | 5,5   |                 |          |           |